# Hiszpania na Letnich Igrzyskach Paraolimpijskich 2004
Hiszpanię na Letnich Igrzyskach Paraolimpijskich 2004 w Atenach reprezentowało 158 zawodników: 123 mężczyzn i 35 kobiet. Reprezentacja Hiszpanii zdobyła 71 medali, 20 złotych, 27 srebrnych i 24 brązowych. Zajęli 7. miejsce w klasyfikacji medalowej.